# Alexander Rossi
Alexander Rossi (* 25. září 1991 Nevada City) je americký bývalý pilot Formule 1. Závodil v roce 2015 za tým Manor s vozem Marussia MR03. Je vicemistrem GP2 Series pro rok 2015 a vítězem legendárního závodu 500 mil Indianapolis, který vyhrál v roce 2016. Momentálně závodí v IndyCar Series.

## Kompletní výsledky
| Legenda k tabulce | Legenda k tabulce                                                                       |
| Barva             | Výsledek                                                                                |
| ----------------- | --------------------------------------------------------------------------------------- |
| Zlatá             | Vítěz                                                                                   |
| Stříbrná          | 2. místo                                                                                |
| Bronzová          | 3. místo                                                                                |
| Zelená            | Bodované umístění                                                                       |
| Modrá             | Nebodované umístění                                                                     |
| Modrá             | Dokončil neklasifikován (NC)                                                            |
| Fialová           | Odstoupil (Ret)                                                                         |
| Červená           | Nekvalifikoval se (DNQ)                                                                 |
| Červená           | Nepředkvalifikoval se (DNPQ)                                                            |
| Černá             | Diskvalifikován (DSQ)                                                                   |
| Bílá              | Nestartoval (DNS)                                                                       |
| Bílá              | Závod zrušen (C)                                                                        |
| Světle modrá      | Pouze trénoval (PO)                                                                     |
| Světle modrá      | Páteční testovací jezdec (TD)                                                           |
| Bez barvy         | Netrénoval (DNP)                                                                        |
| Bez barvy         | Vyřazen (EX)                                                                            |
| Bez barvy         | Nepřijel (DNA)                                                                          |
| Bez barvy         | Odvolal účast (WD)                                                                      |
| Bez barvy         | Nezúčastnil se (prázdné)                                                                |
| Označení          | Význam                                                                                  |
| Tučnost           | Pole position                                                                           |
| Kurzíva           | Nejrychlejší kolo                                                                       |
| †                 | Jezdec nedojel do cíle, ale byl klasifikován, protože odjel více než 90 % délky závodu. |
| ‡                 | Byl udělován poloviční počet bodů, protože bylo odjeto méně než 75 % délky závodu.      |
| Horní index       | Umístění bodujících jezdců ve sprintu                                                   |

### Formule 1
| Rok  | Tým                    | Šasi           | Motor                    | 1   | 2   | 3   | 4   | 5      | 6   | 7      | 8   | 9   | 10  | 11  | 12     | 13     | 14     | 15  | 16     | 17     | 18     | 19  | 20  | Body | Umístění  |
| ---- | ---------------------- | -------------- | ------------------------ | --- | --- | --- | --- | ------ | --- | ------ | --- | --- | --- | --- | ------ | ------ | ------ | --- | ------ | ------ | ------ | --- | --- | ---- | --------- |
| 2012 | Caterham F1 Team       | Caterham CT01  | Renault RS27-2012 2,4 V8 | AUS | MAL | CHN | BHR | ESP TD | MON | CAN    | EUR | GBR | GER | HUN | BEL    | ITA    | SIN    | JPN | KOR    | IND    | ABU    | USA | BRA | –    | –         |
| 2013 | Caterham F1 Team       | Caterham CT03  | Renault RS27-2013 2,4 V8 | AUS | MAL | CHN | BHR | ESP    | MON | CAN TD | GBR | GER | HUN | BEL | ITA    | SIN    | KOR    | JPN | IND    | ABU    | USA TD | BRA |     | –    | –         |
| 2014 | Caterham F1 Team       | Caterham CT05  | Renault F1-2014 1,6 V6 t | AUS | MAL | BHR | CHN | ESP    | MON | CAN TD | AUT | GBR | GER | HUN |        |        |        |     |        |        |        |     |     | –    | –         |
| 2014 | Marussia F1 Team       | Marussia MR03  | Ferrari 059/3 1,6 V6 t   |     |     |     |     |        |     |        |     |     |     |     | BEL PO | ITA    | SIN    | JPN | RUS WD | USA    | BRA    | ABU |     | –    | –         |
| 2015 | Manor Marussia F1 Team | Marussia MR03B | Ferrari 059/3 1,6 V6 t   | AUS | MAL | CHN | BHR | ESP    | MON | CAN    | AUT | GBR | HUN | BEL | ITA    | SIN 14 | JPN 18 | RUS | USA 12 | MEX 15 | BRA 18 | ABU |     | 0    | 20. místo |

### GP2 Series
| Rok  | Tým                 | 1          | 2          | 3           | 4          | 5          | 6          | 7           | 8          | 9          | 10         | 11          | 12         | 13         | 14         | 15        | 16          | 17        | 18        | 19          | 20         | 21        | 22          | Body  | Umístění  |
| ---- | ------------------- | ---------- | ---------- | ----------- | ---------- | ---------- | ---------- | ----------- | ---------- | ---------- | ---------- | ----------- | ---------- | ---------- | ---------- | --------- | ----------- | --------- | --------- | ----------- | ---------- | --------- | ----------- | ----- | --------- |
| 2013 | EQ8 Caterham Racing | SEP FEA    | SEP SPR    | BHR FEA 3   | BHR SPR 20 | CAT FEA 6  | CAT SPR 6  | MON FEA Ret | MON SPR 19 | SIL FEA 10 | SIL SPR 9  | NÜR FEA 11  | NÜR SPR 6  | HUN FEA 13 | HUN SPR 16 | SPA FEA 3 | SPA SPR 22  | MNZ FEA 8 | MNZ SPR 2 | MRN FEA Ret | MRN SPR 23 | YMC FEA 1 | YMC SPR Ret | 92    | 9. místo  |
| 2014 | EQ8 Caterham Racing | BHR FEA 22 | BHR SPR 25 | CAT FEA Ret | CAT SPR 14 | MON FEA 16 | MON SPR 11 | RBR FEA 8   | RBR SPR 5  | SIL FEA 12 | SIL SPR 21 |             |            |            |            |           |             |           |           |             |            |           |             | 12    | 21. místo |
| 2014 | Campos Racing       |            |            |             |            |            |            |             |            |            |            | HOC FEA Ret | HOC SPR 7  | HUN FEA    | HUN SPR    | SPA FEA   | SPA SPR     | MNZ FEA   | MNZ SPR   | SOC FEA     | SOC SPR    | YMC FEA   | YMC SPR     | 12    | 21. místo |
| 2015 | Racing Engineering  | BHR FEA 3  | BHR SPR 4  | CAT FEA 3   | CAT SPR 4  | MON FEA 2  | MON SPR 7  | RBR FEA 6   | RBR SPR 8  | SIL FEA 2  | SIL SPR 4  | HUN FEA 12  | HUN SPR 20 | SPA FEA 6  | SPA SPR 1  | MNZ FEA 1 | MNZ SPR Ret | SOC FEA 1 | SOC SPR 6 | BHR FEA 18  | BHR SPR 9  | YMC FEA 4 | YMC SPR C   | 181,5 | 2. místo  |

### IndyCar Series
| Rok  | Tým                                        | Šasi         | Motor | 1      | 2      | 3      | 4      | 5      | 6      | 7      | 8      | 9      | 10     | 11     | 12     | 13     | 14     | 15     | 16     | 17     | Umístění | Body | Ref   |
| ---- | ------------------------------------------ | ------------ | ----- | ------ | ------ | ------ | ------ | ------ | ------ | ------ | ------ | ------ | ------ | ------ | ------ | ------ | ------ | ------ | ------ | ------ | -------- | ---- | ----- |
| 2016 | Andretti Herta Autosport w/ Curb-Agajanian | Dallara DW12 | Honda | STP 12 | PHX 14 | LBH 20 | ALA 15 | IMS 10 | INDY 1 | DET 10 | DET 12 | ROA 15 | IOW 6  | TOR 16 | MDO 14 | POC 20 | TEX 11 | WGL 8  | SNM 5  |        | 11.      | 430  | [ 1 ] |
| 2017 | Andretti Herta Autosport w/ Curb-Agajanian | Dallara DW12 | Honda | STP 11 | LBH 19 | ALA 5  | PHX 15 | IMS 8  | INDY 7 | DET 5  | DET 7  | TEX 22 | ROA 13 | IOW 11 | TOR 2  | MDO 6  | POC 3  | GAT 6  | WGL 1* | SNM 21 | 7.       | 494  | [ 2 ] |
| 2018 | Andretti Autosport                         | Dallara DW12 | Honda | STP 3  | PHX 3  | LBH 1* | ALA 11 | IMS 5  | INDY 4 | DET 3  | DET 12 | TEX 3  | ROA 16 | IOW 9  | TOR 8  | MDO 1* | POC 1* | GAT 2  | POR 8* | SNM 7  | 2.       | 621  | [ 3 ] |
| 2019 | Andretti Autosport                         | Dallara DW12 | Honda | STP 5  | COA 9  | ALA 5  | LBH 1* | IMS 22 | INDY 2 | DET 2  | DET 5  | TEX 2  | ROA 1  | TOR 3  | IOW 6  | MDO 5  | POC 18 | GAT 13 | POR 3  | LAG 6  | 3.       | 608  | [ 4 ] |